# Валёк (посёлок)
Валёк — нежилой посёлок в городском округе город Норильск Красноярского края. Расположен на берегу реки Норильской недалеко от впадения в неё реки Валёк.

## Этимология названия
Своё название посёлок получил по названию реки, имя которой, в свою очередь, дал Н. Н. Урванцев по названию обитающей там рыбы. В своей книге «Таймыр — край мой северный» он пишет: «По вечерам к нам приходят „гостевать“, попить чайку с сушками наши пастухи. Расспрашиваем, какие речки впадают в Норильскую. Костя нам рассказал, что кроме Листвянки и Еловой в неё впадает ещё речка, в которой ловится круглый, как валёк, сиг. Его рыбаки так и зовут вальком … По нему и речку назвал Валёк. Сейчас против неё стоит посёлок Валёк».

## История
В районе Валька издавна находилось Норильское зимовье местных жителей. Здесь в январе 1742 года заночевал Семён Челюскин, а 19 марта того же года эти места посетил Харитон Лаптев, который записал в своих заметках: «Приехали на устье реки Норыльской, по которой ехали вверх 10 вёрст в Норыльское зимовье ночевать».
В начале XX века в Вальке находилась норильская фактория. Благоприятное расположение на Норилке обусловило строительство здесь порта (причальное место было в районе Валька и раньше — оно обозначено ещё на карте в «Атласе Азиатской России» 1914 года). Вальковский порт был важным транспортным узлом, обеспечивавшим доставку грузов для строящегося Норильска.
В 1930-х годах в посёлке был организован лагпункт, расформированный после 1954 года. Тогда лагерные бараки стали перестраивать под жилые помещения, а позже здесь появились дачи, огороды, домики. Был построен рыбзавод с коптильней.
С 1940 года порт Валёк стал аэрогидропортом Норильск и имел штат из 30 работников. Ледовая полоса аэродрома могла принимать практически любые самолёты. Зимой самолёты садились на лыжи, летом — на поплавки. В 1951 году, когда открылся аэропорт «Надежда», Валёк стал запасным аэропортом. В эти годы в посёлке работали школа, клуб, ресторан «Таймыр» с танцплощадкой. Был совхоз, в котором содержали дойных коров, выращивали на полях капусту, в теплицах — помидоры. Большинство населения посёлка после 1954 года составляли семьи бывших узников «Норильлага» разных национальностей: украинцы, литовцы, латыши, немцы, башкиры, русские и др. В конце 1960-х — начале 1970-х годов всех жителей посёлка переселили в Норильск.
В настоящее время посёлок Валёк является официально нежилым. В его районе находятся балки́ и гаражи судовладельцев и рыболовов. Охотники и рыболовы, тем не менее, могут временно пребывать в своих балках в весенне-летне-осенний период, а также нередко зимой, от нескольких дней до недель, проживая там круглосуточно, ведя деятельность, связанную с подготовкой к охоте/рыбалке, ремонтом техники и импровизированным отдыхом.